# Riccardo Salvadori
Riccardo Salvadori né en 1866 à Plaisance et mort en 1927 à Milan est un peintre et illustrateur italien.

## Biographie
Formé aux académies des beaux-arts de Lucques puis de Naples, il s'installe ensuite à Milan pour travailler comme illustrateur et aquarelliste pour des périodiques. 
Il collabore ainsi avec tous les journaux édités par le Corriere della Sera : le mensuel  Romanzo mensile à partir de 1903 pour lequel il illustre notamment les aventures traduites en italien d'Arsène Lupin et de Sherlock Holmes ; le mensuel La Lettura et enfin les hebdomadaires Corriere dei piccoli (à partir de 1908) et La Domenica del Corriere.